# 1973년 르완다 쿠데타
1973년 르완다 쿠데타(프랑스어: Coup d'état du 5 Juillet)는 르완다에서 쥐베날 하브자리마나가 그레구아르 카이반다 초대 대통령을 상대로 벌인 군사 쿠데타이다.

## 배경
1950~60년대 초 벨기에의 통치하에 있는 동안, 식민지 지배와 후투족의 소수 민족인 투치족 엘리트들에 대한 분노가 증가했고, 군주제를 전복하고 후투족에 대한 동일한 권리를 얻기 위한 목적으로 1957년 그레구아르 카이반다에 의해 정당 파르메후투가 형성되었다. 이는 1961년 선거와 국민투표를 통해 달성되었지만, 투치족 반대파의 부재로 인해 후투족 정치인들 사이의 지역적인 긴장으로 이어졌다. 북부 출신의 정치인들은 중부와 남부 정치인들에 의해 반대를 받았다.

## 주해
1. ↑  Prunier 1998, 61쪽.
2. ↑  Rwanda - 브리태니커 백과사전 (다음백과 미러)